# Hidruro de uranio
El hidruro de uranio, también denominado trihidruro de uranio (UH3), es un compuesto inorgánico de uranio.

## Propiedades
El hidruro de uranio es un compuesto muy tóxico, de color marrón grisáceo a marrón negruzco, que es un polvo pirofórico o sólido frágil. Su densidad a 20 °C es 10.95 g cm−3, mucho menor que la del Uranio (19.1 g cm−3). Su conductividad es metálica, es levemente soluble en ácido clorhídrico y se descompone en ácido nítrico.
Existen dos formas cristalinas del hidruro de uranio, ambas cúbicas: una forma α que se obtiene a bajas temperaturas y una forma β que crece cuando la temperatura de formación se encuentra por encima de 250 °C. Luego de crecer, ambas formas son metaestable a temperatura ambiente y temperaturas inferiores, pero la forma α lentamente se convierte en la forma β al calentarse a 100 °C. Ambas formas α- y β-UH3 son ferromagnéticas a temperaturas inferiores a ~180 K. Por encima de 180 K, son paramagnéticas.

## Formación del uranio metálico

### Reacción con el hidrógeno
La exposición del metal al hidrógeno produce la fragilización inducida por hidrógeno. El hidrógeno se difunde por el metal y forma una red de hidruro frágil a lo largo de los bordes de grano. Se puede quitar el hidrógeno y recuperar la ductilidad mediante recocido en vacío.
El uranio metálico calentado entre 250 a 300 °C reacciona con el hidrógeno y forma hidruro de uranio. Si se calienta hasta alcanzar unos 500 °C el hidrógeno se desprenderá de manera reversible. Esta propiedad hace que los hidruros de uranio sean materiales iniciales convenientes para crear polvo reactivo de uranio además de varios compuestos de carburos, nitruros, y haluros de uranio. La reacción reversible es la siguiente:
2 U + 3 H2  2 UH3
El hidruro de uranio no es un compuesto intersticial, por lo que el metal se expande al formarse el hidruro. En su estructura cristalina, cada átomo de uranio queda rodeado por otros 6 átomos de uranio y 12 átomos de hidrógeno; cada átomo de hidrógeno ocupa un gran hueco  tetrahédrico en la red. La densidad del hidrógeno en el hidruro de uranio es aproximadamente la misma en el agua líquida o en hidrógeno líquido. La estructura posee unión U-H-U mediante un átomo de hidrógeno.

### Reacción con el agua
El hidruro de uranio se forma cuando el uranio metálico (por ejemplo cuando el combustible Magnox con vaina oxidada) queda expuesto al agua; y se produce la siguiente reacción:
7 U + 6 H2O → 3 UO2 + 4 UH3
El hidruro de uranio resultante es pirofórico;  si el metal (por ejemplo una barra combustible dañada) es expuesto con posterioridad al aire, se puede producir una gran cantidad de calor y el cuerpo de uranio metálico puede prenderse fuego. El hidruro de uranio contaminado puede ser pasivado si se lo expone a una mezcla de gases 98% helio con 2% oxígeno. La humedad condensada sobre el uranio metálico promueve la formación de hidrógeno y de hidruro de uranio; una superficie piroforica formada en ausencia de oxígeno. Ello representa un problema para el almacenamiento bajo agua de barras combustibles agotadas en las piletas de almacenamiento de barras combustibles agotadas. Dependiendo del tamaño y distribución de las partículas del hidruro, puede ocurrir auto ignición luego de haber sido expuesto por algún tiempo al aire. Dicha exposición involucra un riesgo de auto ignición en los sitios de almacenamiento de residuos radioactivos.
El uranio metálico  expuesto al vapor produce una mezcla de hidruro de uranio y dióxido de uranio.
El hidruro de uranio expuesto al agua desprende hidrógeno. En contacto con oxidantes fuertes ello puede producir un incendio y explosiones. Al contacto con elementos halocarbonados puede causar una reacción violenta.

## Otras reacciones químicas
El polvo de hidruro de uranio impregnado de poliestireno no es pirofórico y puede ser prensado, sin embargo su relación carbono-hidrógeno no es favorable. Por ello en 1944 se inventó el poliestireno hidrogenado.

## Historia
Se usaron trozos de hidruro de uranio en la serie de experimentos denominados "haciéndole cosquillas a la cola del dragón"  para determinar la masa crítica del uranio.
Se han propuesto al hidruro de uranio y al deuteruro de uranio como materiales físiles para una bomba de hidruro de uranio. Sin embargo los ensayos con hidruro de uranio y deuteruro de uranio durante la Operation Upshot–Knothole no arrojaron buenos resultados. Durante las primeras etapas del  Proyecto Manhattan, en 1943, se investigó el posible uso del hidruro de uranio como material para fabricar una bomba; pero la idea se descartó a comienzos de 1944 cuando se determinó que dicho diseño sería ineficiente.

## Usos
El hidrógeno, deuterio, y tritio pueden ser purificados mediante su reacción con uranio, y luego descomponer térmicamente el  hidruro/deuterudo/trituro. Durante décadas el hidrógeno ultrapuro ha sido preparado utilizando lechos de hidruro de uranio. El calentamiento de hidruro de uranio es una forma conveniente de introducir hidrógeno en un sistema en vacío.
El hinchado y pulverización en la síntesis de hidruro de uranio se puede usar para preparar uranio metálico muy puro, si se descompone mediante temperatura al polvo de hidruro.
El hidruro de uranio se puede usar para separar isotópicamente el hidrógeno, prepararar polvo de uranio metálico, y como agente reductor.